# ساري قشلاق
ساري قشلاق هي قرية في مقاطعة بارس أباد، إيران. عدد سكان هذه القرية هو 189 في سنة 2006.